# Kölnischer Kunstverein

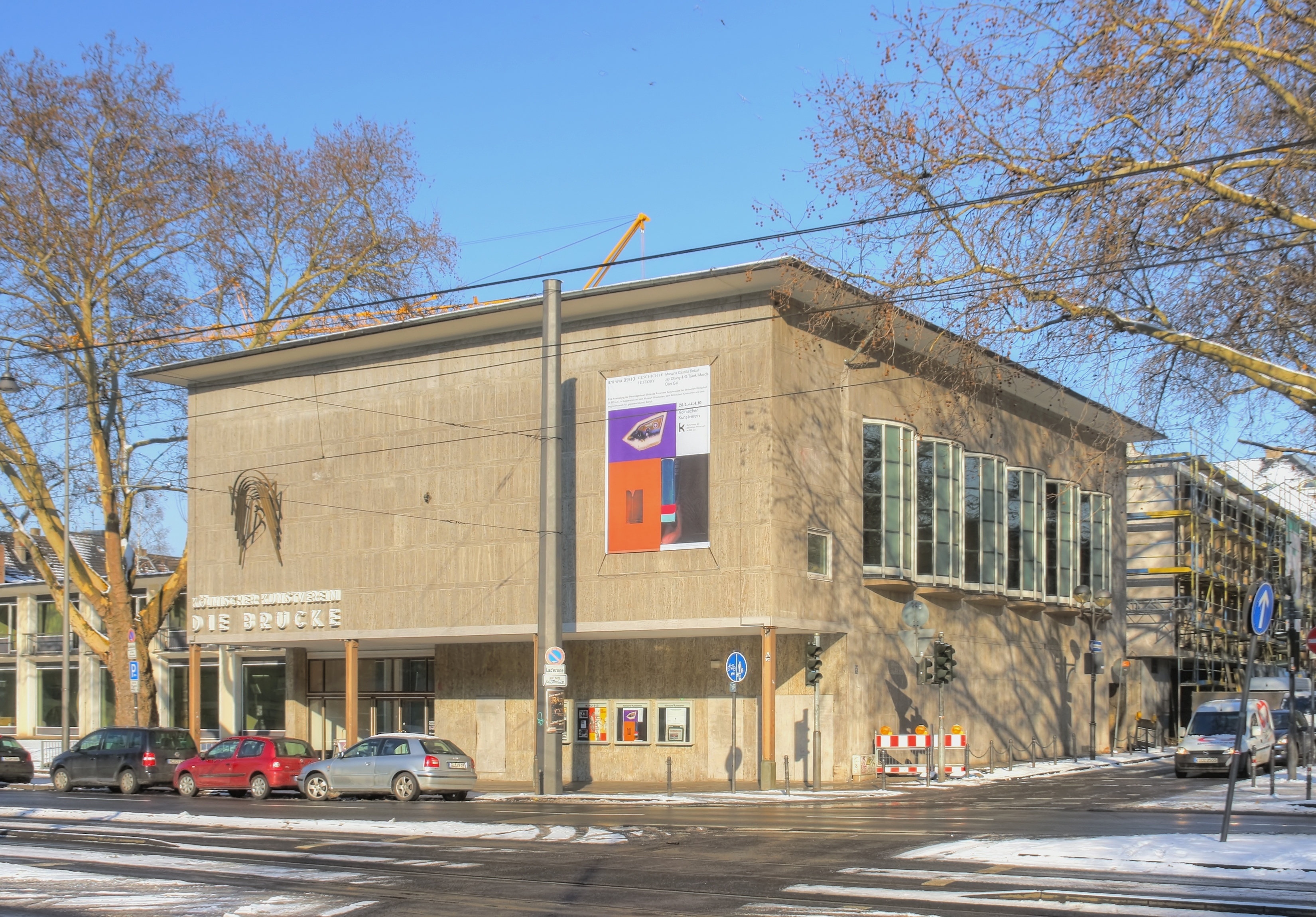
Kölnischer Kunstverein – Die Brücke (2010)

Der Kölnische Kunstverein ist ein gemeinnütziger und altrechtlicher Verein mit Sitz in Köln, der sich der Vermittlung zeitgenössischer Kunst verschrieben hat. Er wurde 1839 gegründet und gehört zu den ältesten und renommiertesten Ausstellungsinstitutionen für zeitgenössische Kunst in Deutschland. Er ist Mitglied der Arbeitsgemeinschaft Deutscher Kunstvereine (ADKV).

## Geschichte

### Gründung
Am 7. April 1839 wurden die Statuten vom Oberpräsidenten der Preußischen Rheinprovinz genehmigt und damit der Kunstverein gegründet. Gründungsmitglieder waren Kölner Bürger, darunter Everhard von Groote als erster Präsident des Vereins, Johann Maria Farina, Fabrikant von Kölnisch Wasser und Chef der Firma Johann Maria Farina gegenüber dem Jülichs-Platz sowie der Stadtrat Matthias Joseph de Noël. Ihren ersten Sitz hatte die neue Institution im Wallrafianum in der Trankgasse 7. Bereits im ersten Jahr wurden über 1300 Mitglieder gezählt. Von Groote wurde zum ersten Präsidenten des Vereins gewählt, er blieb zehn Jahre in diesem Amt. Von April bis September 1839 fand die erste Ausstellung im Gürzenich mit europäischer Kunst statt, wobei über 500 Werke, viele davon verkäuflich, ausgestellt wurden. Seither ist der Kölnische Kunstverein in das Kulturleben der Stadt eingebettet.

### 1900 bis 1932

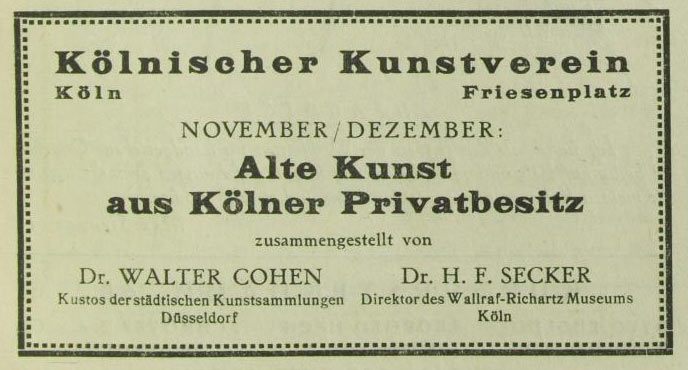
Werbeanzeige des Kunstvereins vom Dezember 1922

Das Programm in der ersten Hälfte des 20. Jahrhunderts umfasste Übersichtsausstellungen, wie die zwischen 1916 und 1932 in regelmäßigem Turnus gezeigte Kunst aus Kölner Privatbesitz, sowie 1917, 1920 und 1922  Kunst des 19. Jahrhunderts. 1925 war eine Impressionismus-Schau und eine weitere unter dem Titel Moderne Kunst zu sehen. Schwerpunkt der Ausstellungen war der Impressionismus, 1906 und 1910 wurden in Einzelausstellungen Arbeiten von Ernst Oppler gezeigt, 1914 Arbeiten von Vincent van Gogh. 1915 folgte Moderne Graphik, bei der unter anderen Arbeiten von Käthe Kollwitz und Lovis Corinth zu sehen waren. Die Neue Münchner Sezession wurde 1916, Erich Heckel 1917 in einer Ausstellung vorgestellt. 1918 zeigte der KKV Das Junge Rheinland, 1919 eine Ausstellung unter dem Titel Der Strom, unter anderen mit Hanns Bolz, Max Ernst und Otto Freundlich und die Gesellschaft der Künste mit Heinrich Maria Davringhausen, Heinrich Campendonk und Heinrich Nauen.
Großes Aufsehen erregte die Dada-Ausstellung 1919 mit Beteiligung der Gruppe D um Max Ernst, Paul Klee, Angelika Hoerle, Heinrich Hoerle, Franz Wilhelm Seiwert, Anton Räderscheidt und Hans Arp. Nachdem der Verein zwischenzeitlich Asyl in die Dom-Galerie am Wallrafplatz gefunden hatte, zog er 1922 in einen vom Architekten Ludwig Paffendorf erbauten Neubau am Friesenplatz 27/27a ein. Oberbürgermeister Konrad Adenauer eröffnete das Haus mit der Ausstellung Deutsche Kunst des 19. und 20. Jahrhunderts. 1923 fand eine Ausstellung mit Klee, Feininger, Nolde und Dix, 1924 eine weitere mit dem Kölner Dada, vertreten durch Hoerle, Jansen und Seiwert statt. Die zweite Ausstellung der Kölner Sezession 1926 sorgte für einen Skandal durch die Ausstellung des Bildes von Max Ernst Die Jungfrau züchtigt das Jesukind vor drei Zeugen: André Breton, Paul Eluard und Max  Ernst. Der Erzbischof forderte damals dazu auf, das berühmte Bild, das sich heute im Museum Ludwig in Köln befindet, aus der Ausstellung zu entfernen. Ein Jahr später präsentierte August Sander in einer Fotografieausstellung seine Menschen des 20. Jahrhunderts. 1931 konnte die Sammlung Mutter Ey gezeigt werden. Ausländische Kunst war selten zu sehen und beschränkte sich auf Übersichtsausstellungen wie Belgische Kunst 1929, Georgische Kunst 1930 und Dänische Kunst 1932.

### 1934 bis 1945
Der Kölnische Kunstverein ließ sich weder ab 1933 gleichschalten, noch ging er in Opposition zum nationalsozialistischen Regime. Er setzte vielmehr seine Aktivitäten fort, auch wenn er ab 1935 wie die anderen Kunstvereine in Deutschland der Reichskammer unterstellt war. In diesem Zusammenhang betonten die Verantwortlichen immer wieder die Bedeutung regionaler Kunst. Im Ausstellungsprogramm des Kölnischen Kunstvereins waren immer wieder Künstler vertreten, die nicht genehm waren, wie beispielsweise Emil Nolde (1935), August Macke (1933) und Friedrich Vordemberge (1939). 1943 wurde das Gebäude des Kunstvereins durch Bomben zerstört. Kunstgegenstände des Vereins wurden in der Burg Untermaubach gesichert. Ute Haug hat im Jahr 1998 eine Dissertation Der Kölnische Kunstverein im Nationalsozialismus – Struktur und Entwicklung einer Kunstinstitution in der kulturpolitischen Landschaft des ‚Dritten Reichs‘ verfasst.

### 1945 bis 1972
Toni Feldenkirchen und Josef Haubrich leiteten als Direktor bzw. Vorsitzender über dreißig Jahre das Programm des Kölnischen Kunstvereins. Ende der 40er Jahre setzten sie den Ausstellungsschwerpunkt insbesondere auf die rheinischen Künstler, die ab 1933 verboten gewesen waren. In diesem Zusammenhang war die Ausstellung „Deutsche Malerei und Plastik der Gegenwart“ von 1949 eine maßgebliche Veranstaltung.
Seit den 1960er Jahren wurde der Fokus auf Künstler der internationalen, vor allem französischen informellen Avantgarde mit Präsentationen von Georges Mathieu (1959, 1967), Pablo Picasso (1932, 1953, 1956, 1969), K.O. Götz  (1957), Jean Paul Riopelle (1958), Andre Masson (1954), Ossip Zadkine (1960) erweitert.

### Gegenwart
Der Kölnische Kunstverein fördert als Ausstellungsinstitution die zeitgenössische Kunst. Seit den 1970er Jahren stellt er aktuelle internationale künstlerische Entwicklungen vor; so haben viele Künstler ihre erste institutionelle Ausstellung in den Räumen des Vereins organisiert. Seit 2003 ist der Kunstverein im Gebäude „Die Brücke“ an der Hahnenstraße untergebracht. Das Haus wurde in den Jahren 1949/50 vom Kölner Architekten Wilhelm Riphahn mit der Vorgabe gebaut, einen symbolischen Ort des Dialoges in der vom Krieg zerstörten Stadt zu etablieren. In ihm war zunächst das British Information Centre Die Brücke (von dem sich der Name des Gebäudes ableitet), später der British Council untergebracht. Der Kölnische Kunstverein finanziert sich hauptsächlich durch die Mitgliedsbeiträge der ca. 2300 Mitglieder (Stand 2018), aber auch durch öffentliche und private Förderungen.

## Leitung
- 1890–1913: Carl Aldenhoven und Alfred Hagelstange
- 1913–1914: Paul Cassirer (künstlerischer Leiter)
- 1914–1938: Walter Klug (geschäftsführender Direktor)[6]
- 1939–1942: Hans Peters (geschäftsführender Direktor)[6]
- 1942–1972: Toni Feldenkirchen und Josef Haubrich (Direktoren)[6]
- 1973–1989: Wulf Herzogenrath (Direktor)
- 1990–1994: Marianne Stockebrand (Direktor)
- 1994–2001: Udo Kittelmann (Direktor)
- 2002–2006: Kathrin Rhomberg (Direktorin)
- 2007–2011: Kathrin Jentjens und Anja Nathan-Dorn (Direktorinnen)
- 2012 – Juni 2013: Søren Grammel (Direktor)[10]
- 2013 – Juni 2018: Moritz Wesseler[11][12] (Direktor)
- 2018 – Juni 2023 Nikola Dietrich[13] (Direktorin)

- seit Juli 2023: Valérie Knoll (Direktorin)

Vorstandsvorsitzende
- 1970 bis 1974: Günther Peill
- 1974 bis 2002: Erwin H. Zander
- April 2002 bis April 2013: Wolfgang Strobel
- seit Mai 2013: Thomas Waldschmidt

## Preise und Förderungen
Im Jahr 2005 wurde dem Kunstverein als ein „Impulsgeber für Gegenwartskunst“ der Art Frankfurt Preis verliehen, mit dem besonders engagierte und innovative Kunstvereine ausgezeichnet werden. Die Stiftung Kunst und Kultur der Sparda Bank West förderte den Kölnischen Kunstverein 2009 mit 50.000 Euro als Auszeichnung für das breit gefächerte Programm. Zudem erhielt der Kölnische Kunstverein 2010 den von der Kunststiftung NRW verliehenen Jump-Preis, der herausragende Jahresprogramme von Kunstvereinen in Nordrhein-Westfalen auszeichnet.
1997 bis 2008 vergab der Verein in Zusammenarbeit mit der Kölner Central Krankenversicherung den Central Kunstpreis. Der Förderpreis ermöglichte dem ausgezeichneten Preisträger einen halbjährigen Aufenthalt in Köln und die Realisierung eines neuen künstlerischen Projektes mit damit verbundener Einzelausstellung. Der Preis war mit 75.000 Euro dotiert. Die Preisträger waren:  Rirkrit Tiravanija (1997), Douglas Gordon (1998),  Ernesto Neto (2000), Florian Pumhösl (2003), Trisha Donnelly (2004) und Mark Leckey (2008).
2010 erhielt der Kunstverein den mit 8000 Euro dotierten Preis der Arbeitsgemeinschaft Deutscher Kunstvereine „für seine hervorragende Ausstellungspraxis und Vermittlungstätigkeit“. Seit 2011 fördert die RheinEnergieStiftung Kultur das Kunstvermittlungsprojekt Gleis 9 3/4, das Schulkindern in Grund-, Haupt- und Realschulen in Köln im Rahmen des Nachmittagsprogrammes an Offenen Ganztagsschulen die Chance bietet, Kunst als Möglichkeit des Selbstausdrucks kennenzulernen.

## Archiv des Kölnischen Kunstvereins
Das komplette Archivmaterial des Kölnischen Kunstvereins befindet sich im Historischen Archiv der Stadt Köln. Im Jahr 2009 stürzte das ehemalige Archivgebäude auf der Severinstraße ein. Es folgte eine aufwendige und langwierige Bergung und Rettung des Archivguts. Die Mitarbeiter des Archivs sind daher weiterhin auch mit der Restaurierung und Digitalisierung der geretteten Unterlagen des Kölnischen Kunstvereins beschäftigt. Archivanfragen können direkt an die Mitarbeiter im neuen Gebäude am Eifelwall gerichtet werden.

## Sonderausstellungen (Auswahl)
- 1942: Der Deutsche Westen 1942. Malerei und Plastik der Gegenwart
- 1995: Vadim Zakharov, Der letzte Spaziergang durch die Elysischen Felder. Retrospektive 1978–1995 (mitFormationen der unmittelbaren Raumstörung, Teil I: Huldigung an Parmigianino in Zusammenarbeit mit dem Museum für Moderne Kunst München)
- 2000: Michel Majerus, If We’re Dead, So It Is
- 2007: Élégance, mit Merlin Carpenter, Chris Evans, Thea Djordjadze, G. Scheepers, Rosemarie Trockel und J. Rudelius
- 2007: Mark Bain und James Beckett, Museum of Noise
- 2008: Mark Leckey, Resident
- 2008: Michael Krebber, Pubertät in der Lehre / Puberty in Teaching
- 2008: Olivier Foulon, The Soliloquy of the Broom, in der Archivreihe „Der springende Punkt“
- 2008/2009: Seth Price
- 2009: Nora Schultz, 10 9 8 7 6 5 4 3 2 1 0
- 2010: Die letzten ihrer Art – Eine Reise zu den Dinosauriern der Kunstgeschichte, Kooperationsprojekt
- 2010: Verbotene Liebe: Kunst im Sog von Fernsehen
- 2011: Běla Kolářová & Lucie Stahl
- 2011: Chto Delat? Perestroika. Twenty Years After: 2011–1991
- 2012: A wavy line is drawn across the middle of the original plans
- 2013: Ceal Floyer
- 2014: Nathalie Djurberg & Hans Berg, Maybe This Is a Dream
- 2014: Claus Richter, Höchst seltsame Chronologie verschiedenster Ereignisse des Kölnischen Kunstvereins der Jahre 1839 bis 1914
- 2014: Annette Kelm, Stau
- 2015: Petrit Halilaj, ABETARE
- 2017: ars viva 2017 – Leon Kahane, Jan Paul Evers, Jumana Manna
- 2017: Cameron Jamie, Bodies, Faces, Heads
- 2018: Cut-Up und Wolfgang Tillmans
- 2019: Maskulinitäten, in Kooperation mit Bonner Kunstverein und Kunstverein für die Rheinlande und Westfalen, Düsseldorf, kuratiert von Eva Birkenstock, Michelle Cotton und Nikola Dietrich
- 2020: Tony Conrad
- 2021: Guilty Curtain, kuratiert von Naama Arad und Nikola Dietrich
- 2021/22: Daniela Ortiz, Nurtured by the defeat of the colonizers our seeds will raise
- 2022: Pure Fiction. Shifting theatre: Sibyl’s mouths
- 2022: Loretta Fahrenholz Gap years
- 2022: Dala Nasser, Red in tooth
- 2022: Jose Montealegre, Nervous System
- 2022: John Russell, Cavapool
- 2022/23: Game of no games. Anleitung zu beschwingtem Gehen
- 2023: Marie Angeletti, ram spin cram
- 2023: Hoi Köln. Teil 1: Begrüßung des Raumes
- 2023/24: Hoi Köln. Teil 2: Im Bauch der Maschine
- 2024: Hoi Köln. Teil 3: Albtraum Malerei
- 2024: Chris Korda. Artist’s Con(tra)ception
- 2024: Udo is Love. Zeit ist die Sünde – Eine Reise in das unfassbare Leben des Udo Kier
- 2025: Supermöbel
- 2025: Kompakt 500